# Глі (кішка)
Глі (тур. Gli) — кішка, що жила у Софійському соборі в Стамбулі, була місцевою знаменитістю та популярною серед туристів.

## Біографія
Глі народилася в Софійському соборі в 2004 році. Глі любили туристи, які відвідували собор, який на той час був музеєм, і вона стала символом собору Святої Софії. Глі стала всесвітньо відомою, коли у 2009 році президент США Барак Обама і разом з президентом Туреччини Реджепом Ердоганом погладили Глі. Сторінки Глі були створені у всіх соціальних мережах. У 2020 році, коли собор перетворено з музею у мечеть Ая-Софія, суспільство занепокоїлося долею кішки, але прес-секретар президента Туреччни Ібрагім Калин запевнив, що Глі залишиться в мечеті.
Влітку 2020 року для Глі виділили окреме приміщення, оскільки через поважний вік вона важко переносила увагу туристів. 24 вересня стан здоров'я кішки погіршився і її відправили у приватну клініку в Левенті, де вона померла від старості (у віці 16 років) 7 листопада 2020 року. На її сторінці в Інстаграмі написано останній пост:
|  | Я народилася в Ая-Софії, в самому серці світу. Я просто попрощалася з цим життям, де я зустріла мільйони людей, які прийшли в Серце Світу з любов'ю і стали дзеркалом світла любові. Спасибі всім, у кого в серці є відбитки моїх лап |